# District de Lagrasse
Le district de Lagrasse est une ancienne division territoriale française du département de l'Aude de 1790 à 1795.
Il était composé des cantons de Lagrasse, Bouisse, Durban, Fabrezan, Felines, Saint Laurent, Servies et Tuchan.